# Глубокова Лідія Тимофіївна
Глубокова Лідія Тимофіївна (17 вересня 1953 — 15 травня 2022) — радянська хокеїстка на траві.
Бронзова призерка Олімпійських Ігор 1980 року.